# Erislandy Lara
Erislandy Lara Santoya (Guantánamo, 1983. április 11. –) kubai ökölvívó.

## Amatőr eredményei
- 2003-ban bronzérmes a kubai bajnokságon.
- 2004-ben ezüstérmes a kubai bajnokságon.
- 2005-ben kubai bajnok.
- 2005-ben világbajnok váltósúlyban. Az elődöntőben legyőzte az olimpiai bajnok kazak Baktijar Artajevet.
- 2006-ban kubai bajnok.
- 2007-ben kubai bajnok.

A kubai bajnokság 2003-as elődöntőjében és 2004-es döntőjében is Lorenzo Aragóntól kapott ki, akitől összesen négyszer szenvedett vereséget. Mikor Aragón az athéni olimpia után visszavonult, Lara lett az első számú váltósúlyú kubai.

## Profi karrierje
2007. július 22-én csapattársával, a kétszeres olimpiai bajnok Guillermo Rigondeaux-val – megszakítva mérkőzéseiket a Rio de Janeiróban zajló pánamerikai játékokon – elhagyták a kubai válogatottat. Céljuk az volt, hogy csatlakozzanak a már Németországban élő és profiként versenyző kubai olimpiai bajnokokhoz Odlanier Solíshoz, Yuriorkis Gamboához és Yan Barthelemíhez, de mivel túllépték a vízumukban megengedett tartózkodási időt és nem kértek menedékjogot, a brazil hatóságok hazatoloncolták őket Kubába. Az esetre válaszul Fidel Castro bejelentette, hogy kénytelen meggátolni országának öklözőit abban, hogy részt vegyenek a 2007-es amatőr ökölvívó-világbajnokságon.